# Kleinschwarzenlohe
Kleinschwarzenlohe (fränkisch: (Glah)schwäadsala) ist ein Gemeindeteil des Marktes Wendelstein im Landkreis Roth (Mittelfranken, Bayern). Die Gemarkung Kleinschwarzenlohe liegt teils auf dem Gemeindegebiet von Wendelstein, teils auf dem Gemeindegebiet von Schwabach. Sie hat eine Fläche von 5,175 km² und ist in 2637 Flurstücke aufgeteilt, die eine durchschnittliche Fläche von 1962,55 m² haben. In ihr liegen neben dem namensgebenden Ort die Gemeindeteile Königshammer und Neuses.

## Geographie

### Geographische Lage
Das Straßendorf liegt knapp zwölf Kilometer südlich von Nürnberg. Im Norden grenzt der Nürnberger Reichswald an, südlich verläuft die Schwarzach. Eine Brücke verbindet den Ort mit Großschwarzenlohe. 1931 wurde die aus dem Mittelalter stammende Brücke ersetzt, 2007 wurde sie wiederum erneuert.
Nördlich des Ortes verläuft die Autobahn Bundesautobahn 6, die nächste Anschlussstelle ist die 4 km entfernte AS 57 (Roth). In die Staatsstraße 2239 von Wendelstein nach Schwabach mündet im Westen die von Nürnberg kommende Staatsstraße 2406. Die Kreisstraße RH 1 führt über Großschwarzenlohe nach Leerstetten.

### Naturräumliche Zuordnung
Die Keuperlandschaft von Kleinschwarzenlohe befindet sich in der naturräumlichen Haupteinheit Fränkisches Keuper-Lias-Land und der Naturraum-Einheit Mittelfränkisches Becken.

### Geologie und Boden

#### Geologie
Die Geologie von Kleinschwarzenlohe wird von den quartären Talfüllungen der Schwarzach bestimmt. Nördlich des Gewässers treten in den Randbereichen der Aue pleistozäne, kiesige Flussschotter auf. Daran schließen sich Schichten des Unteren Burgsandsteins der Löwenstein-Formation an, und darauf lagern Schichten des Mittleren Burgsandsteins der Löwenstein-Formation an. Das jungpaläozoische bis mesozoische Deckgebirge ist der geologischen Gruppe des Mittleren Keupers zuzuordnen.

#### Boden
Auf den Talfüllungen der Schwarzach hat sich der Bodentyp Vega, bestehend aus den Bodenarten Schluff bis Lehm (Auensediment), entwickelt. An den nicht grundwasserbeeinflussten Standorten sind Braunerdeböden vorherrschend.

### Klima
Kleinschwarzenlohe liegt in der kühl-gemäßigten Klimazone und weist ein humides Klima auf. Das Schwarzachtal befindet sich im Übergangsbereich zwischen dem feuchten atlantischen und dem trockenen Kontinentalklima. Nach der Klimaklassifikation von Köppen/Geiger zählt das Klima von Kleinschwarzenlohe zum gemäßigten Ozeanklima (Cfb-Klima). Dabei bleibt die mittlere Lufttemperatur des wärmsten Monats unter 22 °C und die des kältesten Monats über −3 °C.

## Geschichte
Der Ort wurde in einer Urkunde von 1362 als „Nehern Schwerczenloh“ aufgeführt. Frühere Belege sind dem Ort nicht eindeutig zuzuordnen. Der Ortsname bedeutet schwarzer Wald. Während des Dreißigjährigen Krieges wurde der Ort 1632 beim Durchmarsch schwedischer Truppen gegen das von Johann T’Serclaes von Tilly geführte Heer der Katholischen Liga niedergebrannt. Die Schweden stießen zwar noch bis ins Lechgebiet vor, wurden aber bereits im Folgejahr von Albrecht von Wallenstein wieder nach Norden zurückgedrängt.
Gegen Ende des 18. Jahrhunderts gab es in Kleinschwarzenlohe 24 Anwesen und ein Gemeindehirtenhaus. Das Hochgericht übte das brandenburg-ansbachische Richteramt Kornburg aus. Einen Gemeindeherrn hatte das Dorf nicht. Grundherren waren die Reichsstadt Nürnberg (Landesalmosenamt: 1 Ganzhof, 1 Halbhof, 3 Gütlein, 1 Leerhaus; Waldamt Laurenzi: 1 Forsthub mit Zapfenwirtschaft, 1 Halbhof mit Zapfenwirtschaft, 1 Forsthub, 1 Gütlein), Nürnberger Eigenherren (von Ebner: 1 Halbhof, 1 Gütlein; von Fürer: 1 Ganzhof, 2 Halbhöfe, 2 Gütlein, 1 Leerhaus; von Örtel: 1 Halbhof), die Rieter’sche Stiftungsverwaltung Kornburg des Ritterkantons Altmühl (1 Halbhof, 1 Gütlein, 1 Messing- und Lohngoldhammer), die Herren von Egloffstein des Ritterguts Kornburg des Ritterkantons Gebürg (1 Halbhof) und das Amt Katzwang des Klosters Ebrach (1 Halbhof). Es gab 24 Untertansfamilien.
Von 1797 bis 1808 unterstand der Ort dem Justiz- und Kammeramt Schwabach. 1806 kam Kleinschwarzenlohe an das Königreich Bayern. Im Rahmen des Gemeindeedikts wurde der Ort dem 1808 gebildeten Steuerdistrikt Großschwarzenlohe (II. Sektion) zugewiesen. 1818 entstand die Ruralgemeinde Kleinschwarzenlohe, zu der Allerheiligen, Königshammer, Neuses, Oberlangenlohe und Unterlangenlohe gehörten. Sie war in Verwaltung und Gerichtsbarkeit dem Landgericht Schwabach zugeordnet und in der Finanzverwaltung dem Rentamt Schwabach (1919 in Finanzamt Schwabach umbenannt). Spätestens ab 1840 wurden Steinberg und Steinbruch auf dem Gemeindegebiet gegründet. Ab 1862 gehörte Kleinschwarzenlohe zum Bezirksamt Schwabach (1939 in Landkreis Schwabach umbenannt). Die Gerichtsbarkeit blieb beim Landgericht Schwabach (1879 in Amtsgericht Schwabach umbenannt). Nach 1888, jedoch vor 1902 wurden Glasersberg und Holsteinbruch nach Worzeldorf umgemeindet. Die Gemeinde hatte seitdem eine Gebietsfläche von 5,227 km².
Am 1. Mai 1978 wurde im Zuge der Gebietsreform in Bayern die Gemeinde Kleinschwarzenlohe aufgelöst: Steinbrüchlein und Zollhaus wurden nach Nürnberg eingegliedert, Kleinschwarzenlohe, Königshammer und Neuses nach Wendelstein.

## Einwohnerentwicklung
Gemeinde Kleinschwarzenlohe
| Jahr      | 1818   | 1840   | 1852   | 1855   | 1861   | 1867   | 1871   | 1875   | 1880   | 1885   | 1890   | 1895   | 1900   | 1905   | 1910   | 1919   | 1925   | 1933   | 1939   | 1946   | 1950   | 1952   | 1961   | 1970   |
| Einwohner | 338    | 380    | 393    | 433    | 418    | 396    | 376    | 384    | 433    | 392    | 350    | 382    | 337    | 335    | 334    | 300    | 311    | 315    | 293    | 449    | 478    | 449    | 554    | 1472   |
| Häuser    | 61     | 57     |        |        |        |        | 58     |        |        | 58     | 59     |        | 56     |        |        |        | 53     |        |        |        | 69     |        | 103    |        |
| Quelle    | [ 20 ] | [ 14 ] | [ 21 ] | [ 21 ] | [ 22 ] | [ 23 ] | [ 24 ] | [ 25 ] | [ 26 ] | [ 27 ] | [ 28 ] | [ 21 ] | [ 29 ] | [ 21 ] | [ 30 ] | [ 21 ] | [ 31 ] | [ 21 ] | [ 21 ] | [ 21 ] | [ 32 ] | [ 21 ] | [ 16 ] | [ 33 ] |

Ort Kleinschwarzenlohe mit Allerheiligen
| Jahr      | 001818 | 001840 | 001861 | 001871 | 001885 | 001900 | 001925 | 001950 | 001961 | 001970 | 001987 | 002013 | 002021 |
| Einwohner | 196    | 217    | 194    | 200    | 198    | 185    | 181    | 271    | 376    | 1327   | 2328   | 1930   | 2225   |
| Häuser    | 41     | 26     |        |        | 35     | 35     | 31     | 43     | 71     |        | 683    |        |        |
| Quelle    | [ 20 ] | [ 14 ] | [ 22 ] | [ 24 ] | [ 27 ] | [ 29 ] | [ 31 ] | [ 32 ] | [ 16 ] | [ 33 ] | [ 34 ] | [ 1 ]  |        |

## Kleinschwarzenlohe im Umbruch

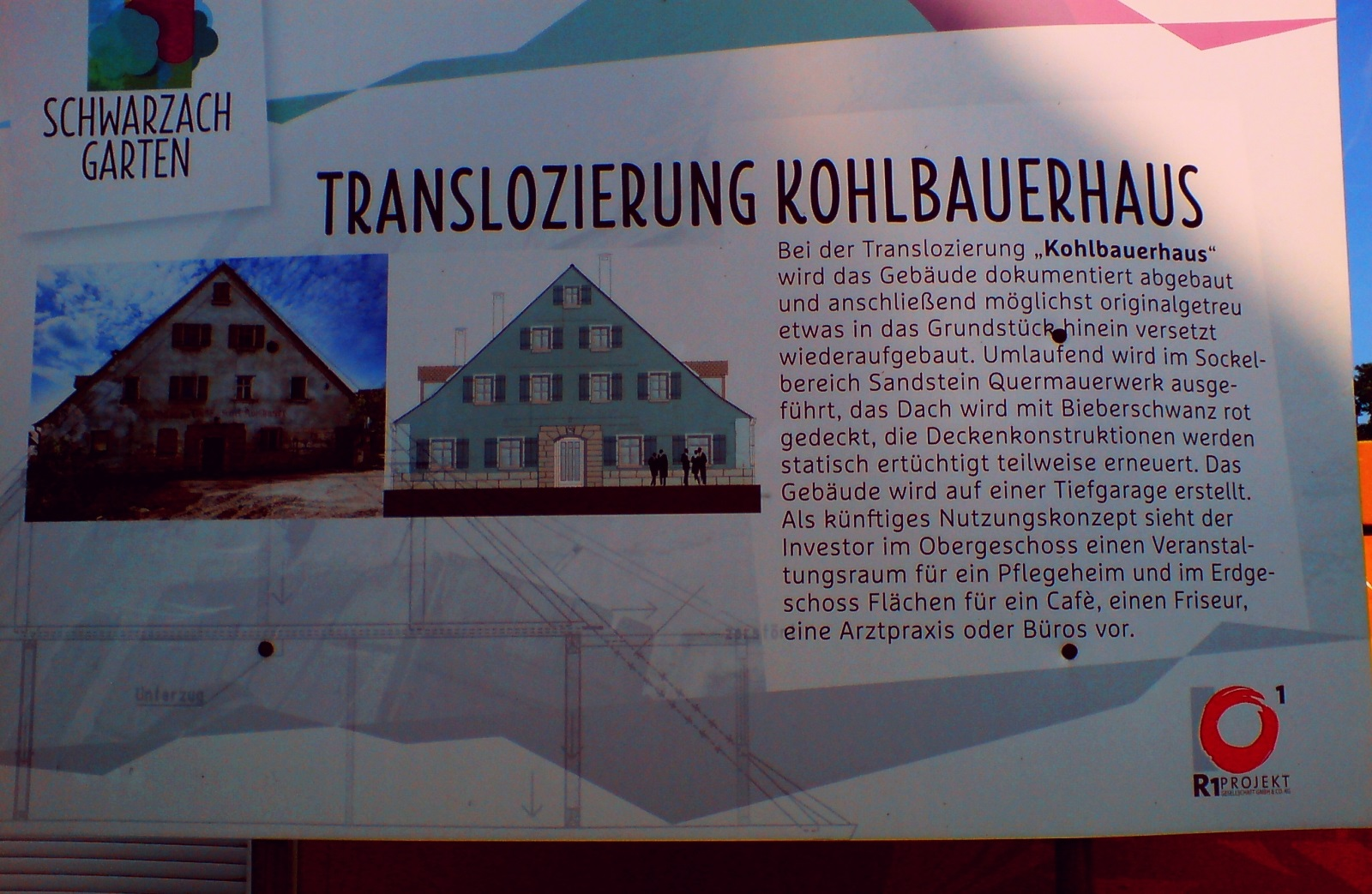
Bautafel Kohlbauerhof (2014)

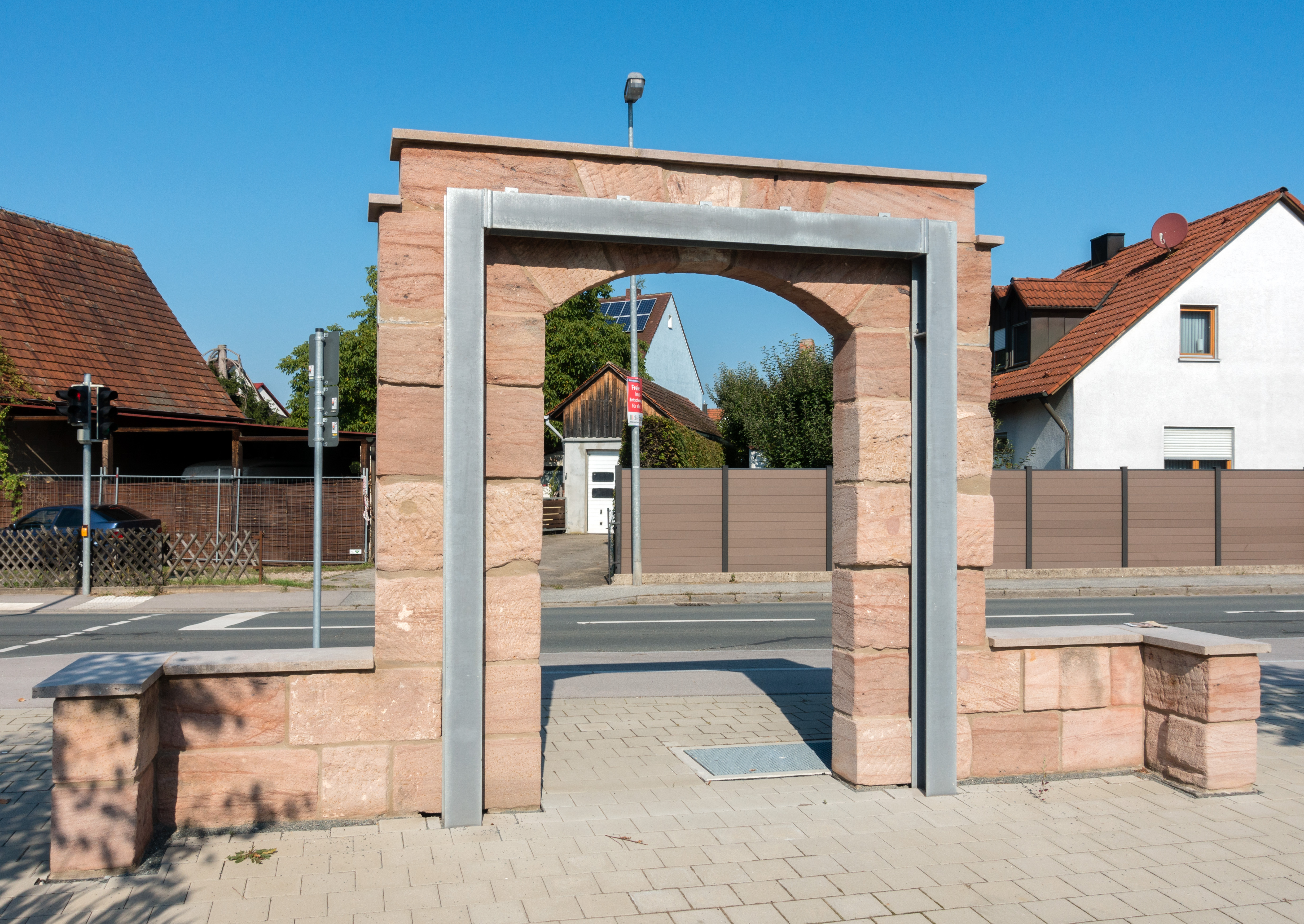
Portal des ehemaligen Kohlbauerhofs

2014 wurde im Ortskern, zwischen der Staatsstraße 2239 (die innerorts Rangaustraße heißt), an der Schwarzach ein aufgelassenes Industriegelände mit stattlichem Flächenverbrauch abgebrochen. Dort sollten eine Vielzahl von altengerechten Wohnungen mit Blick auf das Schwarzachtal entstehen. Ein bei den Bauarbeiten hinderlicher und sehr nahe an der Straße befindlicher denkmalgeschützter (LfD-Nr.: D-5-76-151-93) historischer Gasthof, das 1647 erbaute Kohlbauerhaus, wurde denkmalsgerecht zerlegt und eingelagert. Nach dem Abschluss der Bauarbeiten sollte dieses Gebäude um circa 15 Meter nach Süden transloziert und restauriert wiederaufgebaut werden. Es sollte daraus später ein Ortsteilzentrum mit moderner Infrastruktur, Cafeteria etc. im historischen Gewand entstehen. Im Frühjahr 2015 kamen die Bautätigkeiten allerdings durch die Insolvenz der beiden Betreibergesellschaften zum Erliegen. Im Sommer 2015 wurden sämtliche schwere Baumaschinen abgeholt und die nur teilweise fertiggestellten Rohbauten zunächst sich selbst überlassen. Im Winter 2015/16 fand sich mit der wob Immobilien GmbH ein neuer Investor, der das Projekt fortgeführt hat. Der Verbleib der eingelagerten Elemente des denkmalgeschützten Bauwerks gilt seither als „unklar“ und durch die neue Projektentwicklungs-GmbH wurde verlautbart, dass „der Wiederaufbau nicht finanzierbar sei“. Die zwei Mehrfamilienhäuser sind Anfang 2017 bezogen worden und unter dem neuen Straßennamen Am Silberhammer, der den Bezug zum ehemaligen Metallwerk herleitet, erreichbar. Im Jahr 2018 wurde der letzte Bauabschnitt mit der Errichtung des Seniorenzentrums Kleinschwarzenlohe mit 101 Betten fertiggestellt. Vom ehemaligen Kohlbauerhof zeugt heute nur noch ein restauriertes Portal.

## Religion
Der Ort ist seit der Reformation evangelisch-lutherisch geprägt. Die Allerheiligenkirche war ursprünglich eine Filiale von Unsere Liebe Frau (Katzwang), spätestens seit dem 18. Jahrhundert ist sie Teil der Pfarrei St. Nikolaus (Kornburg). Die Katholiken waren ursprünglich nach St. Nikolaus (Wendelstein) gepfarrt, heute ist die Pfarrei Maria Königin (Kornburg) zuständig.

## Kultur und Sehenswürdigkeiten

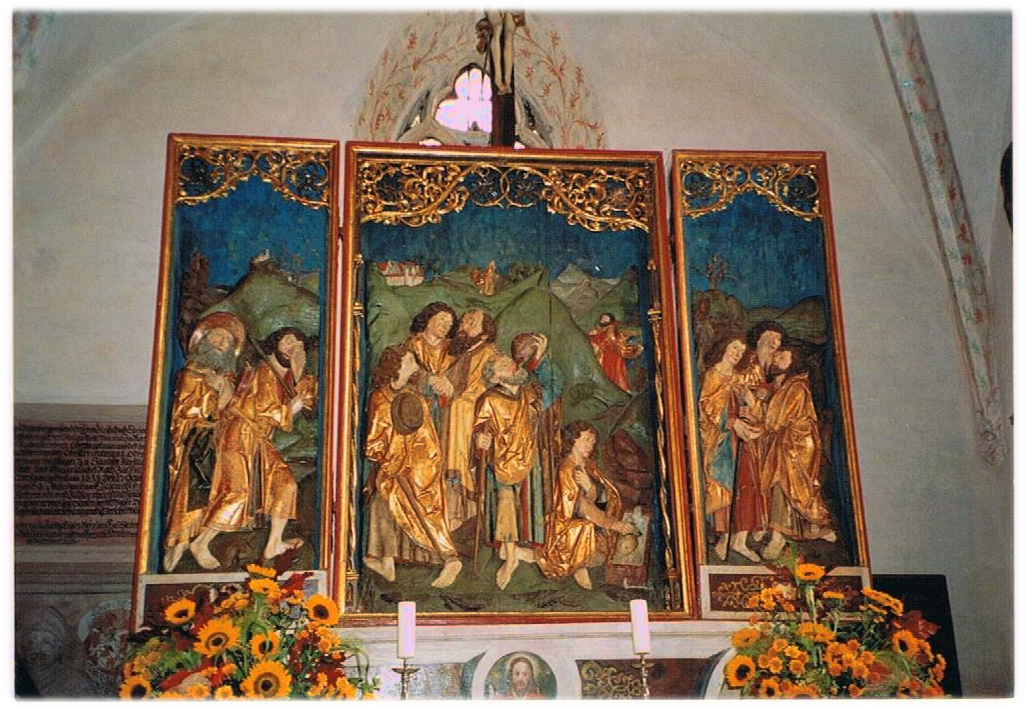
Riemenschneideraltar von 1491
in der Allerheiligenkirche

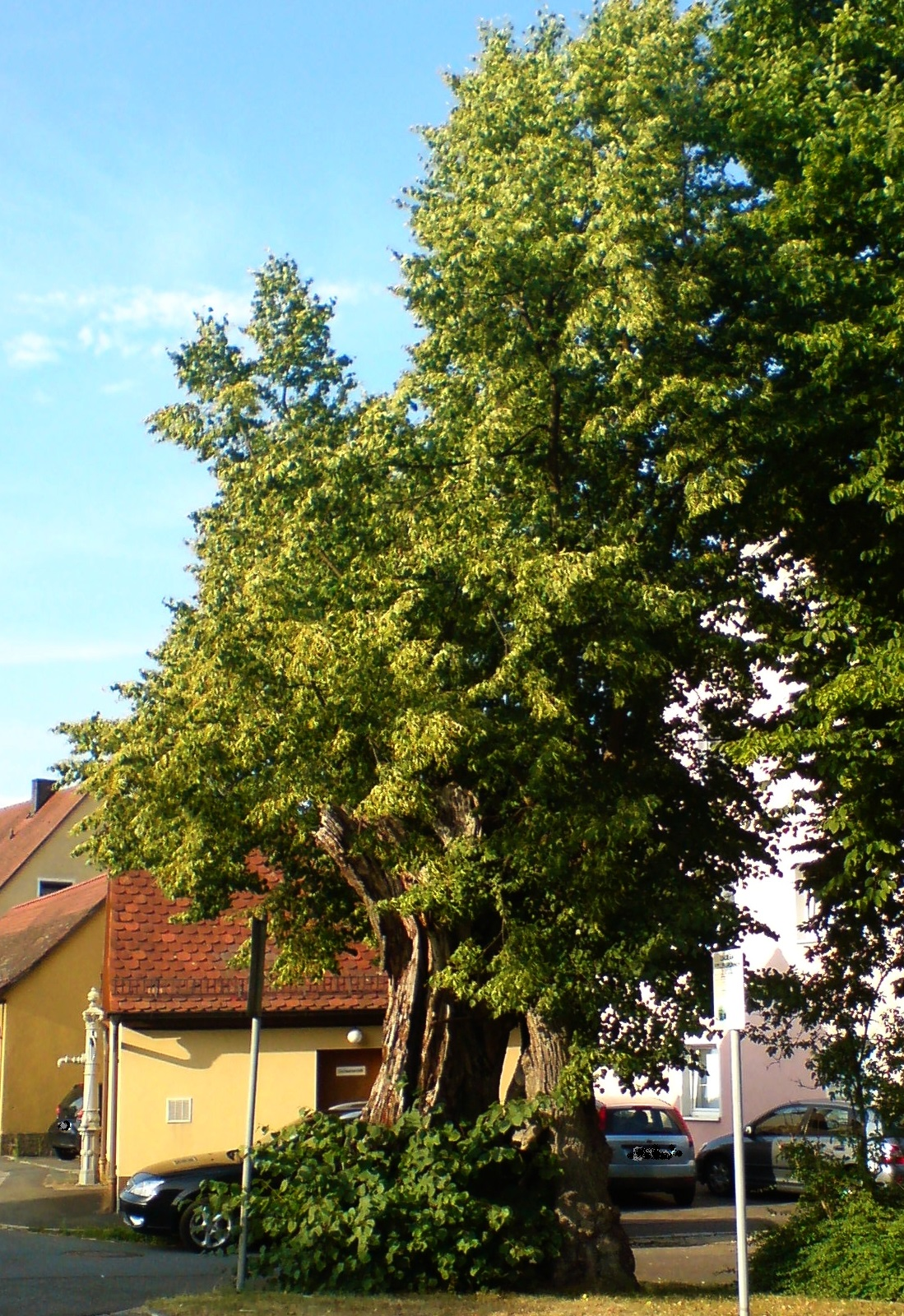
Dorflinde (2015)
Linde am Kellerbrunnen

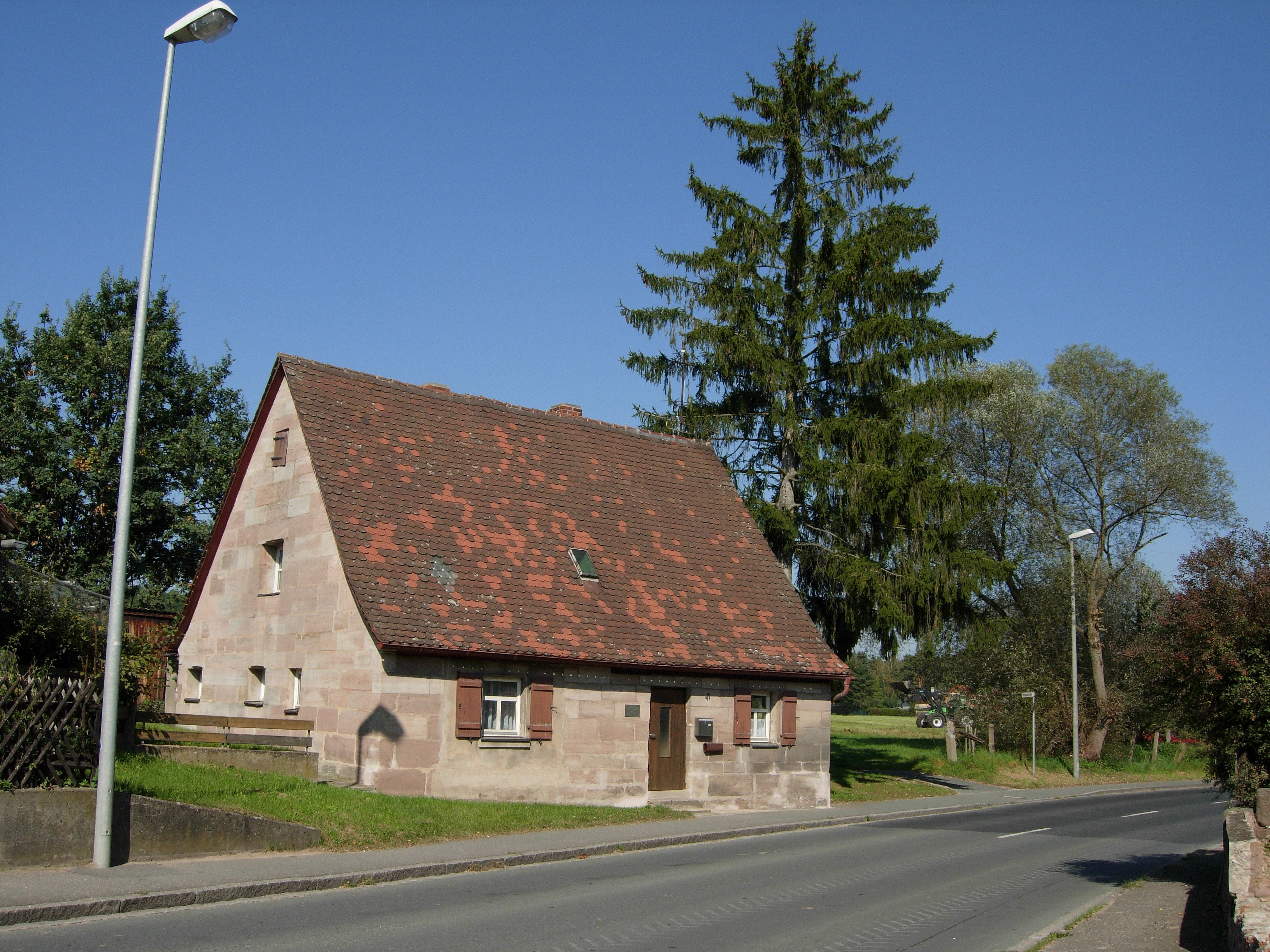
Das kleine Hirtenhaus an der befahrenen Dorfstraße in Kleinschwarzenlohe war das Geburtshaus von Adam Scharrer.

### Baudenkmäler
Sehenswert ist der Kirchenbau der 1448 geweihten Allerheiligenkirche. Ein Sandsteinbau mit reichhaltiger Ausstattung, die auf Stiftungen der Nürnberger Patrizierfamilie Rieter zurückgeht und seit 1608 einen spätgotischen Altar von Tilman Riemenschneider (den „Apostel-Abschied“ Altar von 1491) beherbergt. Im Jahre 1513 erfolgte der Ausbau des Kirchturmes. Zwischen 1600 und 1626 wurde die Kirche durch den Patronatsherren Rieter grundlegend erneuert. Der Chor weist ein Kreuzrippengewölbe auf. Das Langhaus ist mit einer flachen Holzdecke ausgestattet. Als Besonderheit befindet sich innerhalb der Kirchenmauer ein kleiner historischer Friedhof mit dem sogenannten „Selbstmörder-Eck“. Früher wurden dort, abgesondert von den Gräbern der ortsansässigen Familien, die zum Teil namenlosen Leichen derer bestattet, die sich beispielsweise im Forst Kleinschwarzenlohe am ehemaligen Ludwig-Donau-Main-Kanal durch Brückensprünge das Leben nahmen oder am Stauwehr der Erichmühle angeschwemmt wurden.

### Dorflinde Kleinschwarzenlohe
⊙ Beachtenswert und von besonderem kulturhistorischen Wert ist auch die sogenannte „tausendjährige Linde“ im Ortskern, die sich allerdings aufgrund der geringen Baumscheibengröße sowie der umliegenden Versiegelung und Befahrung des Wurzelbereichs in einem schlechten Zustand befindet.
Die erste urkundliche Erwähnung der alten Linde am Dorfbrunnen von Kleinschwarzenlohe ist bereits für das Jahr 1521 belegt. Demnach könnte das Alter der Winterlinde (Tilia cordata) über 600 Jahre betragen, auch der Habitus und das Aussehen des Baumes sprechen für diese Aussage. Die Linde weist einen hohlen offenen und mit Eisenstangen verstrebten Stammtorso auf. Die Baumkrone ist aufgrund der Umwelteinflüsse und des Alters nur noch als kleine Sekundärkrone ausgebildet. 1963 wurde die Linde durch einen Blitzeinschlag schwer beschädigt. Seit 2010 veranstalten die Kärwaburschen ein Lindenfest zu Ehren des imposanten Baumes. Der Baum ist trotz seiner kulturhistorischen Bedeutung und seines Alters nicht als Naturdenkmal ausgewiesen worden.

## Öffentlicher Nahverkehr
Kleinschwarzenlohe wird im öffentlichen Personennahverkehr von sechs Linien bedient. Wochentags bestehen regelmäßige Verbindungen nach Nürnberg, Schwabach, Feucht, Schwand und Roth. Ab Samstagnachmittag sowie an Sonn- und Feiertagen wird nur Nürnberg angefahren.

## Sohn des Ortes
Der Schriftsteller Adam Scharrer wurde am 13. Juli 1889 als Ältester von 16 Geschwistern in einem kleinen Hirtenhaus in Kleinschwarzenlohe als Sohn eines Gemeindehirten geboren. Der bedeutende Arbeiterschriftsteller griff seine Kindheitserinnerungen literarisch auf und hat in seinen Werken das karge und harte fränkische Dorfleben vor mehr als 100 Jahren beschrieben.